# Le païen vertueux
 (octobre 2022).
La mise en forme du texte ne suit pas les recommandations de Wikipédia : il faut le « wikifier ».
Les points d'amélioration suivants sont les cas les plus fréquents. Le détail des points à revoir est peut-être précisé sur la page de discussion.
- Les titres sont pré-formatés par le logiciel. Ils ne sont ni en capitales, ni en gras.
- Le texte ne doit pas être écrit en capitales (les noms de famille non plus), ni en gras, ni en italique, ni en « petit »…
- Le gras n'est utilisé que pour surligner le titre de l'article dans l'introduction, une seule fois.
- L'italique est rarement utilisé : mots en langue étrangère, titres d'œuvres, noms de bateaux, etc.
- Les citations ne sont pas en italique mais en corps de texte normal. Elles sont entourées par des guillemets français : « et ».
- Les listes à puces sont à éviter, des paragraphes rédigés étant largement préférés. Les tableaux sont à réserver à la présentation de données structurées (résultats, etc.).
- Les appels de note de bas de page (petits chiffres en exposant, introduits par l'outil «  Source ») sont à placer entre la fin de phrase et le point final[comme ça].
- Les liens internes (vers d'autres articles de Wikipédia) sont à choisir avec parcimonie. Créez des liens vers des articles approfondissant le sujet. Les termes génériques sans rapport avec le sujet sont à éviter, ainsi que les répétitions de liens vers un même terme.
- Les liens externes sont à placer uniquement dans une section « Liens externes », à la fin de l'article. Ces liens sont à choisir avec parcimonie suivant les règles définies. Si un lien sert de source à l'article, son insertion dans le texte est à faire par les notes de bas de page.
- La présentation des références doit suivre les conventions bibliographiques. Il est recommandé d'utiliser les modèles {{Ouvrage}}, {{Chapitre}}, {{Article}}, {{Lien web}} et/ou {{Bibliographie}}. Le mode d'édition visuel peut mettre en forme automatiquement les références.
- Insérer une infobox (cadre d'informations à droite) n'est pas obligatoire pour parachever la mise en page.

Pour une aide détaillée, merci de consulter Aide:Wikification.
Si vous pensez que ces points ont été résolus, vous pouvez retirer ce bandeau et améliorer la mise en forme d'un autre article.

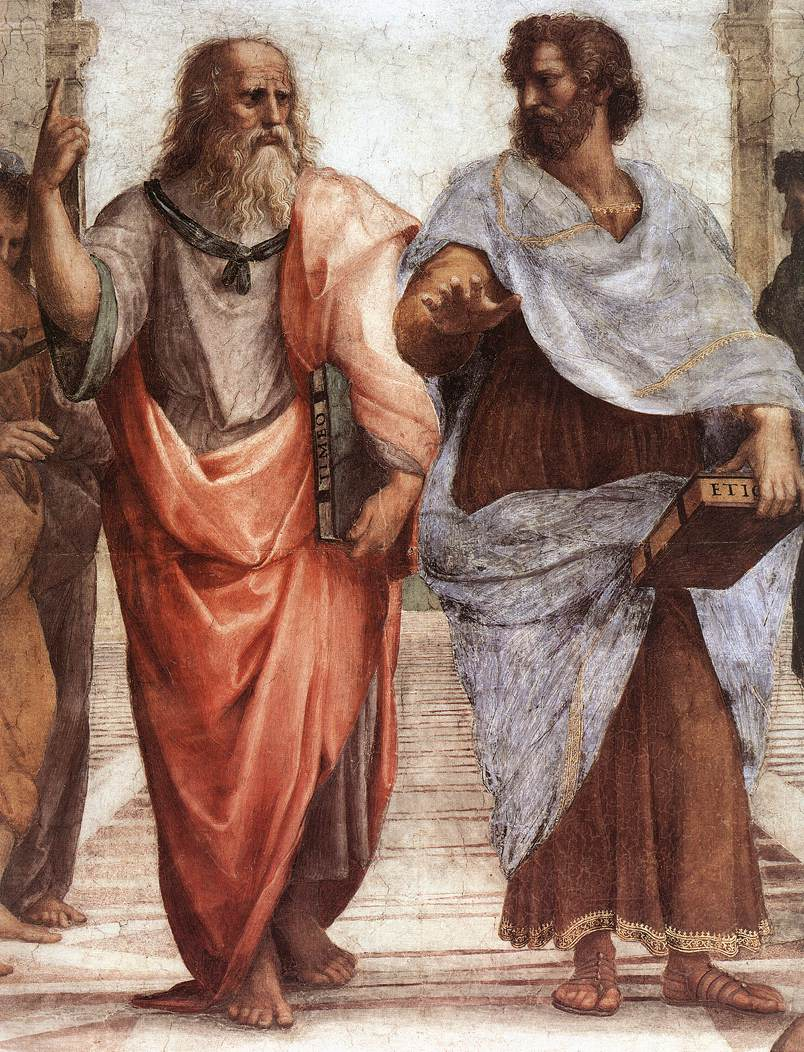
Platon et Aristote, Fresque de l'école d'Athènes au Palais apostolique, Cité du Vatican

Le païen vertueux est un concept de la théologie chrétienne qui aborde le sort des ignorants - notamment la question des non-croyants qui n'ont jamais été évangélisés et par conséquent, au cours de leur vie, n'ont pas eu l'occasion de reconnaître le Christ, mais ont néanmoins mené des vies vertueuses, de sorte qu'il semblait répréhensible de les considérer maudit. Une formulation doctrinale chrétienne de ce concept, bien que non universellement acceptée, est connue sous le nom de « chrétien anonyme » dans la théologie de Karl Rahner, qui est analogue aux enseignements des gerim toshavim dans le judaïsme et des Hanifs dans l'islam. Dans la Bible, l'Apôtre Paul enseigne que la conscience du païen sera jugée même s'il ne peut pas posséder la loi de Dieu . Paul écrit :

« 12 Tous ceux qui ont péché sans la loi périront aussi sans la loi, et tous ceux qui ont péché avec la loi seront jugés par la loi.13 Ce ne sont pas, en effet, ceux qui écoutent la loi qui sont justes devant Dieu, mais ce sont ceux qui la mettent en pratique qui seront justifiés.14 Quand les païens, qui n'ont point la loi, font naturellement ce que prescrit la loi, ils sont, eux qui n'ont point la loi, une loi pour eux-mêmes; 15 ils montrent que l'œuvre de la loi est écrite dans leurs cœurs, leur conscience en rendant témoignage, et leurs pensées s'accusant ou se défendant tour à tour. 16C'est ce qui paraîtra au jour où, selon mon Évangile, Dieu jugera par Jésus Christ les actions secrètes des hommes. »

— Rm 2,12-16

Certains Pères de l'Église, encourageant l'évangélisation des non-croyants, sont connus pour avoir adopté une vision bien plus large de la participation des non-chrétiens à la sagesse divine. Au chapitre 46 de sa première apologie, Justin Martyr est allé jusqu'à revendiquer que tous les païens inspirés par le logos comme chrétiens, même ceux qui épousaient des philosophies non théistes :
On nous a enseigné que le Christ est le Premier-né de Dieu, et nous avons suggéré plus haut qu'Il est le logos auquel toutes les races d'hommes et de femmes ont participé. Et ceux qui ont vécu avec le logos sont des chrétiens, même s'ils ont été considérées comme des athées ; comme, chez les Grecs, Socrate et Héraclite, et des gens comme eux."
Francis A. Sullivan croit que les tout premiers écrivains chrétiens "n'empêchaient pas les païens vertueux d'atteindre éventuellement le salut", mais il "convient qu'il est possible que les Pères patristiques, si on leur avait demandé directement, aient nié que les païens et les juifs puissent devenir bénéficiaires de la vie éternelle."
Des exemples éminents de païens vertueux sont Héraclite, Parménide, Socrate, Platon, Aristote, Cicéron, Trajan et Virgile. Dante Alighieri, dans sa Divine Comédie, place un certain nombre de païens vertueux dans le premier cercle de l'Enfer (analogue aux Limbes ), dont Homère, Horace, Ovide et Lucain. Curieusement, le champion musulman Saladin est également compté parmi les rangs des non-chrétiens vertueux en raison de sa réputation de chevalerie, malgré l'opinion répandue parmi les chrétiens selon laquelle les musulmans étaient des adhérents schismatiques d'une christologie hérétique ; alors que Mahomet lui-même fut consigné dans la neuvième fosse du huitième cercle de l'enfer, réservée aux schismatiques. Pendant ce temps, Dante plaça l'empereur païen Trajan au Paradis et Caton le Jeune, un suicidé, avec Statius au Purgatoire, tandis que Virgile, dont la poésie était censée prophétiser l'époque chrétienne, il le consacra aux Limbes. Il est clair que ces représentations reflètent les évaluations impressionnistes de Dante du vrai caractère de chaque personnage plutôt que l'application de la rigueur doctrinale à leurs cas.

Le « paganisme vertueux » est devenu pertinent pour le romantisme avec son intérêt pour la mythologie nord-européenne ou son enthousiasme pour l'éthos païen redécouvert des sagas islandaises. Tom Shippey soutient d'ailleurs que la fiction de JRR Tolkien est significativement basée sur un tel concept de paganisme vertueux :
Tolkien était "plutôt troublé par [un Armageddon que le mauvais côté gagne ( Ragnarök )] : il a vu que l'ethos qu'il représentait pouvait être utilisé par l'un ou l'autre côté, comme en effet il l'était dans la culture délibérée de Götterdämmerung par les dirigeants nazis quelques années plus tard. Néanmoins, elle offrait une image de la vertu héroïque qui pouvait exister et même être admirée en dehors du cadre chrétien. À certains égards (comme vous pouvez le voir dans sa conférence Beowulf de 1936, voir Essais, 24-25), la « théorie du courage » en vieux norrois pourrait même être considérée comme éthiquement supérieure à la vision du monde classique, sinon à la vision chrétienne du monde, dans le sens où il exigeait un engagement envers la vertu sans aucune offre de récompense durable. Il a également estimé que la mythologie du vieux norrois fournissait un modèle pour ce que l'on pourrait appeler le «paganisme vertueux», qui était païen; consciente de sa propre insuffisance, et si mûre pour la conversion ; mais pas encore plongé dans le désespoir et la désillusion comme une grande partie de la littérature post-chrétienne du XXe siècle ; une mythologie à sa manière légère."